# Bartosz Witwiński
Bartosz Witwiński herbu Prus III (zm. po 1577 roku) – podstoli wołyński, rotmistrz JKM.
Bartosz Witwiński pochodził z rodziny Wieczwińskich herbu Prus III, z linii wołyńskiej, która przybrała nazwisko Witwiński. 
Był synem Mikołaja (bratanka Jana Wieczwińskiego, kasztelana płockiego), „męża rycerskiego” i córki Krzysztofa  Wasiczyńskiego herbu Korczak. Był podstolim wołyńskim, według Kaspra Niesieckiego " … w męstwie ojca naśladował". 
Dziedziczył na Chrenowie, w 1577 r. „płacił z niego 10 ogr. po 6 gr., 4 ogr. po 2 gr.”.